# Lo que mas nos duele
Lo que mas nos duele è un singolo del cantautore e rapper italiano LDA, pubblicato il 29 luglio 2022 come unico estratto dalla riedizione digitale del primo EP LDA.

## Descrizione
Il brano, scritto dallo stesso cantautore con Alessandro Caiazza, Bruno Nicolas Fernández, in arte Dabruk, David Augustave Picanes e José Luis de la Peña Mira, è prodotto da Dabruk e DJ Glass, ed è la versione spagnola del brano Quello che fa male, uscito l'11 ottobre 2021.

## Video musicale
Il video musicale, diretto da Byron Rosero, è stato pubblicato il 5 agosto 2022 attraverso il canale YouTube del cantautore.

## Tracce
Testi di Luca D'Alessio, Alessandro Caiazza, Bruno Nicolas Fernández, David Augustave Picanes e José Luis de la Peña Mira, musiche di Bruno Nicolás Fernández.
1. Lo que mas nos duele – 2:58